# リーグ戦
リーグ戦（リーグせん）とは、競技大会の大会形式を指す用語で、すべての参加チームが、少なくとも1回は他のすべての相手と対戦する試合方式、総当たり戦（そうあたりせん）方式を指す。参加者（チーム）同士がそれぞれに対戦を繰り返し、対戦結果を総合した成績によって順位を決定する。特殊な場合を除き、参加者の試合数は一定となる。参加者が多い場合には日程的に困難で、トーナメント方式（勝ち抜き戦）がとられる。この項では変則的なグループトーナメントである「スイス式トーナメント（ドロー）」についても述べる。

## 定義
日本語において「リーグ戦」は、総当たり戦に代表される「グループトーナメント」のことを指す。英語本来の「league（リーグ）」は単に「主催団体・連盟」のことで、「リーグ戦」はリーグが主催する全ての試合をさすものであり、大会・試合の運営方式・形式とは無関係である。したがって、日本語の「リーグ戦」は用法を限定した狭義の意味で用いられている（「トーナメント戦」も同様）。
総当たり戦は「全ての参加チームが、全ての相手と一定回数の対戦を行う方式」である。このうち特に、総当たりの回数が2回以下であるものをラウンド・ロビン・トーナメントと呼ぶ（いわゆる「ホーム・アンド・アウェイ方式」はこの一種）。一方、グループトーナメント（リーグ戦）には、相手によって対戦回数が異なるものや完全には総当たりでないものも含まれる。
プロスポーツリーグの多くは、レギュラーシーズンの試合を総当たり戦（全てのチームと対戦しないリーグも存在）で行い、その後勝ち残り式トーナメント（トーナメント戦）形式のプレーオフでシーズンの優勝チームを決定するという方式を取っている。また、国別の世界選手権などでは大会を複数のステージに分け、序盤・中盤は組ごとの総当たり戦で行い、最終ステージは勝ち残り式トーナメントとすることが多い。こうした使い分けが行われる背景には、それぞれの方式の特徴が関連している。
プロスポーツリーグによっては、戦時体制・パンデミック・ストライキ等により長期の開幕延期・中断・繰り上げ閉幕が発生し一定数以上の未消化試合を残したまま閉幕を迎えた場合、所属全チームの順位を決定せずポストシーズン・表彰・入れ替えも中止とする場合もある。
1つの大会に複数のリーグがある場合は、異なるリーグに所属するチーム間での試合（交流戦・インターリーグ）が組まれる場合もある。
グループトーナメントは、勝ち残り式トーナメントと比較して以下のような特徴がある。
- 参加チームが総当たりないしそれに近い形で対戦するため、より平等であり、総合的な実力が結果に反映される。
- 参加チームごとの試合数が同じである(但し、雨天順延などで繰り延べられたゲームの非開催などによりばらつきが出ることはある)。
- 試合数が多くなる。[3]。
- 消化試合が存在する。
- 優勝チームだけでなく、それぞれの順位を決定できる。これにより下部リーグとの入れ替え戦の対象なども同時に選出できる。

## 総当り戦

### 順位の決定方式
順位の決定に当たっては、勝率や勝ち点を使用するのが一般的である。総当たり戦は各チームとも総試合数が同じであり、全ての試合において勝敗が決する場合には勝率による順位と勝利数による順位が一致する。この場合、勝利数でなく勝率を使うのが一般的であるが、これは単に暫定順位を正しく表示できるからであり、内容に差があるわけではない。しかし、勝利・敗北の他に引き分けを採用しているときは、引き分けをどう評価するかで差異が生じ、勝率の計算方法も違ってくる。引き分けを分母から除外して計算する方法（採用例：日本のプロ野球）・反対に引き分けを分母から除外せず、敗戦と同等とみなして計算する方式・引き分けを0.5勝0.5敗として計算する方法（採用例：NFL）などがある。（→勝率）
勝率による順位決定方式のほか、勝利や引き分けに相応の点数を与える勝ち点方式もサッカーをはじめとする多くの競技で採用されている。勝ち点方式を採用した場合、試合の消化数が一致しないと暫定順位に狂いが生じるが、伝統的な順位決定方法として多くの競技で採用されている。（→勝ち点）
二者の成績が並んだ場合の対処法は、大きく分けて2つある。複数の二次指標を優先順位をつけて用意する方法と、追加試合で決着をつける方法である。アメリカのプロ野球では、地区優勝または2本目のワイルドカードの対象チームが同率の場合、追加試合（one-game playoff）が実施される。日本プロ野球でもかつては同率首位の場合に同様のことを行っていたが、プレーオフの導入以降、直接対決の勝率や勝利数などで順位を決定するようになった。
二次指標の例として、以下のようなものがある。
- 野球のWBCやアジアシリーズでは失点率が採用された。
- サッカーでは得失点差・総得点・直接対決成績などにより順位を決定する。
- セット率は主にバレーボールで利用される。取ったセット数を取られたセット数を除して算出する。取られたセットが0の場合は「MAX」などと表記し、数値としては無限大として扱う。
- 卓球の団体戦では、人数・セット数・ポイント数を比較して順位を決定することがある。
- バスケットボール世界選手権ではかつて、得点合計÷失点合計 といった指標も用いられていた。
- 将棋では、前期（あるいはそれ以前）の成績を元にして順位付けを行う。

また、複数の指標でそれぞれ1位となったチーム間で優勝決定戦を実施していた例もある。セントラル・リーグでは2001年は勝利数1位球団と勝率1位球団が異なる場合、2002-06年は勝率1位球団が勝利数で勝率2位球団を下回った場合に、追加の3試合で1位を決めることになっていた。
プレーオフの結果が地区順位決定に用いられることもある。パシフィック・リーグでは2004年から2006年までの間、プレーオフの第1ステージ勝利チームが第2ステージも突破して日本シリーズに進出した場合、第1ステージ勝利チームが（パシフィック・リーグの）リーグ優勝となるルールであった。またNFLでは、翌年のドラフト順を決定する際にプレーオフの結果が優先される。
|         | A     | B     | C     | D     | E     | F     | 勝数 | 敗数 | 引分 | 勝率 | 勝点 | 勝率 順位 | 勝点 順位 |
| ------- | ----- | ----- | ----- | ----- | ----- | ----- | ---- | ---- | ---- | ---- | ---- | --------- | --------- |
| Aチーム | N/A   | 6-6-0 | 8-2-2 | 6-6-0 | 8-2-2 | 9-3-0 | 37   | 19   | 4    | .661 | 115  | 1         | 2         |
| Bチーム | 6-6-0 | N/A   | 9-3-0 | 8-4-0 | 8-4-0 | 7-3-2 | 38   | 20   | 2    | .655 | 116  | 2         | 1         |
| Cチーム | 2-8-2 | 3-9-0 | N/A   | 7-5-0 | 8-3-1 | 8-4-0 | 28   | 29   | 3    | .491 | 87   | 3         | 3t        |
| Dチーム | 6-6-0 | 4-8-0 | 5-7-0 | N/A   | 7-5-0 | 7-5-0 | 29   | 31   | 0    | .483 | 87   | 4         | 3t        |
| Eチーム | 2-8-2 | 3-8-1 | 3-8-1 | 5-7-0 | N/A   | 8-4-0 | 20   | 36   | 4    | .357 | 64   | 5         | 5         |
| Fチーム | 3-9-0 | 3-7-2 | 4-8-0 | 5-7-0 | 4-8-0 | N/A   | 19   | 39   | 2    | .328 | 59   | 6         | 6         |

※勝率は引き分けを除外して算出。勝点は勝利3、引き分け1で算出。

### 適用例

#### 野球
野球においては、総当たり戦で各チームと数試合から数十試合ずつ対戦し、勝率をもって優勝チームを決定する方式がいわば基本形である。ただし、参加チーム数が6チーム程度であれば、各チームとの対戦数は同数となることが多いが、例えばアメリカ大リーグではリーグのチーム数が30と多く、またディビジョンごとにチーム数が異なるため、試合数が対戦相手によって異なる。また、日本の野球リーグでは引き分けを導入しているため、引き分けを除外して算出した勝率で順位を決定したり、勝利数のみで順位を決定したりと、順位決定方法が年代・時期や所属リーグにより異なり一定していない。
正規の対戦（レギュラーシーズン）が終了した後に、レギュラーシーズンの上位者同士が対戦し最終的な優勝チームを決めるプレーオフも広く実施されている。プレーオフの実施形態は各国リーグごとに大きく異なる。

#### サッカー
サッカーにおいては、各チームが2回ずつ対戦するホーム・アンド・アウェー方式が広く採用されている。中には1回の総当たり戦を前期とし、前期順位に従って上位リーグと下位リーグに分かれた後期戦を戦うリーグもある（かつてのクロアチア・プルヴァHNLなど）。また、チーム数が少ないために4回の総当たりとするリーグもある（オーストリアやかつてのJリーグ（1993-95年）、およびJ2（1999-2007年）など）。
順位決定に当たっては、伝統的に勝ち点制度が導入されている。サッカーでは、かつて勝利に2点、引き分けに1点、敗北に0点を与えていたが、勝利へのインセンティブを高めるため、1980年代ごろから勝利3点、引き分け1点、敗北0点とすることが通例となった。

#### ラグビー
イングランドやフランス、日本などのラグビー競技では、総当たり戦で、勝利4点・引き分け2点・7点差以内の敗北1点、4トライ以上の獲得1点という勝ち点制度（マッチポイント制）を採用している。一方、オーストラリア・ニュージーランドのラグビーリーグでは、勝利2点・引き分け1点・敗北0点が与えられるとともに、各クラブへ平等に2点が付与される。

#### アメリカンフットボール
NFLは、ディビジョン重視のやや変則的な方式となっている。同一ディビジョンのチームとはホーム・アンド・アウェイ方式の総当たり戦で、これに加えて他ディビジョンのチームとの単発試合がいくつか組まれるという形態である。現在のリーグ構成（総チーム数32）では、ディビジョン内の対戦が6試合、他ディビジョンのチームとの対戦が11試合(2020年シーズンまでは10試合)となっている。ディビジョン内のチームとは毎年必ず2回対戦するため、特別なライバル関係が築かれることになる。また、2戦目はシーズン終盤の直接対決となり、多くの場合ディビジョン タイトル争いにおける重要な試合となる。順位決定は勝率（引き分けを0.5勝0.5敗に換算して計算）で行い、同率の場合は詳細に定められたタイブレークの手順に従う。それぞれシーズン17試合(2020年シーズンまでは16試合)を戦い、ディビジョン首位とワイルドカードの計14チーム(2019年シーズンまでは12チーム)による勝ち残り式トーナメントのプレーオフで優勝チームを決定する。
日本の社会人リーグXリーグは6チームごとの3ディビジョン構成で、複雑な3ステージのシステムを用いている。ディビジョン内でそれぞれ1回の総当たり戦（第1ステージ）を行った後、各ディビジョンの上位3チームをシャッフルした3グループ内でそれぞれ1回の総当たり戦（第2ステージ）を行う。そして、第1・第2ステージの勝敗を合算した成績で選ばれた各グループの首位と1チームのワイルドカードによる勝ち残り式トーナメント（ファイナル ステージ）で優勝チームを決定する（一方、第1ステージの各ディビジョンの下位3チームには、順位決定のステージが用意されている）。また、日本の学生リーグの場合は各地方毎での総当たり戦が行われる。

#### プロレス
日本のプロレスにおいては、日本プロレスのワールドリーグ戦、全日本プロレスの世界最強タッグ決定リーグ戦、新日本プロレスのIWGPリーグ戦、全日本女子プロレスのタッグリーグ・ザ・ベストなどが行われた。プロレスという競技の性質上引き分けが頻発するため、これらの大会の多くは勝ち点制で行われた。国際プロレスのIWAワールド・シリーズでは、「開始時の持ち点が負けと引き分けで減点されていき、0点になると失格」というバッドマーク・システムなる方式が採用された。

#### バスケットボール
バスケットボールにおいては、オリンピック及びワールドカップなどの国際大会は勝利には2点、敗北には1点、棄権・失格には0点の勝点制がとられている。
NBAは6ディビジョン30チームという構成で、MLB（野球）やNFL（アメリカンフットボール）と似た、偏りのある方式である。各ディビジョンの首位とワイルドカードによる勝ち残り式トーナメントのプレーオフで優勝チームを決定する。ただし、ディビジョンという区分けの意味合いはやや薄い。プレーオフの構成においてディビジョン首位が6チームに対しワイルドカードが10チームと多く、またプレーオフのシード順を決める際にディビジョン首位と最上位のワイルドカードを区別していない。さらに、シード順によって組み合わせが決まるのはプレーオフの初戦だけである（固定式の勝ち上がり式トーナメント）。これらのことから、ディビジョン タイトルの重要性は低く、実質的に両カンファレンスの上位8チームずつがプレーオフに進出するというシステムとなっている。
日本のBリーグの場合、3地区制を採用しており、各地区の勝率上位がプレーオフに進むという方式がとられている。

#### バレーボール
バレーボールにおいては、主要国際大会であるワールドカップでは12チームによる総当たり戦。オリンピックでは6チームずつ2組に分かれての予選リーグを行い上位4チームずつが決勝トーナメントへ進むという方式である。
男子のワールドリーグは4チームずつのグループリーグで、ホーム アンド アウェー方式の予選リーグを行い上位チームが決勝ラウンドへ進出。女子のワールドグランプリは12チームが4チームずつに分かれる予選リーグを3回戦行い上位チームが決勝ラウンドへ進む方式がとられている。
順位決定に当たっては長年にわたり、バスケットボール同様の「勝利には2点、敗北には1点、棄権・失格には0点」と言う形式がとられていたが、2009年のワールドリーグ以降一部の大会で、セットカウント3-0、3-1での勝利には3点、3-2での勝利には2点、敗れてもセットカウント2-3なら1点を与える方式が採用されつつある。
日本のVプレミアリーグでは、年度によって違うものの2-4回戦総当たりのレギュラーラウンドを行い、上位4チームがセミファイナル、ファイナルラウンドに進むという方式がとられている。

#### 囲碁
日本の囲碁の棋聖戦では、S・A・B・Cの4段階に分かれたリーグ戦が行われている。このほか、名人戦挑戦者決定リーグ、本因坊戦挑戦者決定リーグなどが行われている。
中国では中国囲棋甲級リーグ戦が行われている。
韓国ではリーグ戦（韓国囲碁リーグ）が主流となっている。
国際棋戦では中韓囲碁リーグ優勝対抗戦などがある。

#### 将棋
日本の将棋では、名人戦の順位戦（総当たりはA級とB級1組のみ）、王位戦挑戦者決定リーグ（紅白二組制）、王将戦挑戦者決定リーグなどが行われている。これらのリーグでは開幕前から前期のリーグ成績に応じてあらかじめ棋士間の「順位」（当該期の成績とは別）が決められており、複数の棋士が同成績で全対局を終了した場合はその順位の上位者が優先されるケースがある（詳細は各棋戦の項を参照）。また、プロ棋士の養成機関である新進棋士奨励会の三段リーグでも、これと同様の方式が採用されている。将棋界では、このルールによって同星ながら下位者だけが昇級を逸したり降級を喫したりすることを「頭ハネ」と表現している。

## スイス式トーナメント
スイス式トーナメント方式（Swiss style tournament）は、近いレベルの競技者どうしの対戦が増えるような組み合わせ方式によって、総当たり戦に比べて少ない試合数においてもある程度の順位の正当性を持たせたり、実力に差がある場合に生じやすい「観戦側にとって興ざめな試合」を減らすことが期待できる方式である。事前のデータとして各選手（チーム）のレイティングあるいはそれに準じたデータがあることが望ましい。但し、後半になると勝ち残りの可能性の無いプレイヤーによる消化試合が生じるため、棄権（ドロップ）を認めていることも多い。棄権があってもその後をスムーズに進行できることも、総当たり戦と比べての利点である。スイストーナメント（Swiss tournament）、スイスドロー（Swiss draw）とも呼ばれる。この方式は、参加者の実力が伯仲しているが、総当り戦とするには参加者が多すぎる場合に適している。
具体的には以下のような手順で行われる。
- 1回戦はランダムな組合せで対戦する。
- 2回戦は、勝者同士と敗者同士が対戦するように組合せを決める。
- 3回戦は、2戦全勝・1勝1敗・2戦全敗のそれぞれが、同じ成績同士で対戦する。ただしすでに当たった相手とは対戦しない。
- 4回戦以降も同様に、できるだけ同じ成績同士で今まで当たっていない相手との対戦を繰り返す。

規定の試合数を消化した時点で最も成績の良い参加者が優勝者となる。成績の算定方法は基本的に勝ち星の数（引き分けは0.5勝とする）であり、同点の場合はさまざまなタイブレーク方法が使われる。
たとえば、
1. ソルコフ点、対戦した相手の勝ち星の合計
2. ソンボーン・ベルガー点（SB)、自分が勝利した相手の勝ち星の合計
3. 勝利した相手の勝ち星のうち、最大のものと最小のものを除いた合計数（メディアン、MD）
4. 同点の相手との直接対決での勝敗(DH)
5. 自分が負けた相手の勝ち星の合計
6. 引き分けのあるゲーム（チェスなど）では引き分けの少なさ、などである。

|         | 1回戦 | 2回戦 | 3回戦 | 4回戦 | 勝利数 | 敗北数 | ソルコフ | SB | 順位 |
| ------- | ----- | ----- | ----- | ----- | ------ | ------ | -------- | -- | ---- |
| Anna    | ○(J2) | ○(F2) | ●(H3) | ○(C2) | 3      | 1      | 9        | 6  | 2    |
| Bill    | ●(I2) | ●(E1) | ●(J2) | ●(D2) | 0      | 4      | 7        | 0  | 10   |
| Charlie | ●(H3) | ○(I2) | ○(D2) | ●(A3) | 2      | 2      | 10       | 4  | 4    |
| Davis   | ○(G3) | ●(H3) | ●(C2) | ○(B0) | 2      | 2      | 8        | 3  | 5    |
| Emmy    | ●(F2) | ○(B0) | ●(G3) | ●(I2) | 1      | 3      | 7        | 0  | 9    |
| Frank   | ○(E1) | ●(A3) | ○(I2) | ●(J2) | 2      | 2      | 8        | 3  | 5    |
| Gill    | ●(D2) | ○(J2) | ○(E1) | ○(H3) | 3      | 1      | 8        | 6  | 3    |
| Hance   | ○(C2) | ○(D2) | ○(A3) | ●(G3) | 3      | 1      | 10       | 7  | 1    |
| Ichiro  | ○(B0) | ●(C2) | ●(F2) | ○(E1) | 2      | 2      | 5        | 1  | 8    |
| Jan     | ●(A3) | ●(G3) | ○(B0) | ○(F2) | 2      | 2      | 8        | 2  | 7    |

（表中カッコ内は対戦相手の頭文字とその人の最終勝利数）

### 利点と欠点
勝ち残り式トーナメントに比べ順位がより厳密に算定され、また、全てのプレイヤーが一定回数の対戦を楽しめる。一方、次の対戦相手が、前の回戦のすべての試合が終了するまで分からず、また判定・組合せ決定に手間がかかるという欠点がある。

### 変形スイス式トーナメント
上記の、ある回戦の全試合が終わるまで次の対戦相手が分からない、というデメリットを減らす目的で考案された変形スイス式トーナメントを以下に示す。
- 1回戦をランダムな組合せで対戦する（通常のスイス式トーナメントと同様）。
- 2回戦の対戦相手は、「1回戦はレイティングの上位者が勝った」と仮定した上での勝者同士と敗者同士の組合せとする。
- 3回戦以降は、最終戦を除いて2戦前までの結果（3回戦の組合せなら1回戦の実際の結果）に基づいて（通常のスイス式トーナメントの3回戦以降と同じ手法でその時点での同じ勝率同士で）組合せを決める。

### 適用例
思考型のゲームで使われることが多く、チェスやチェッカーの競技会の多くはこの形式を利用している。日本でも将棋や囲碁のアマチュア大会では積極的に採用されている。マジック:ザ・ギャザリングをはじめとするトレーディングカードゲームでも使用例は多い。
以下にスポーツ競技での使用例を幾つか紹介する。
- 大相撲
  - 幕下以下の各段でスイス式を採用している（対戦相手は番付により自動的に決定される。ただし、同じ部屋の力士や、4親等以内の血縁者は本割で対戦しないといった決まりがある）。
- Xリーグ
  - 完全なスイス式ではないが、4位以下による順位決定戦のうち、東日本を本拠とする「イーストディビジョン」・「セントラルディビジョン」では、それぞれ互いの3チームのうちの2チームと上位対上位・下位対下位で対戦する方式が採用されている。
- ワールド・リーグ戦・NWAタッグ・リーグ戦（日本プロレス）
  - 日本人選手と外国人選手の間で対戦を組む形式となっているが、これも完全なスイス式ではない。
- オープン選手権（全日本プロレス）
  - 1975年に開催されたもので、参加者が20人を超えたこともあり、ファン投票を基とした番付方式を採用していた。